# Isangu
Pour les articles homonymes, voir Sangu.
Ne doit pas être confondu avec Sango.
L’isangu, aussi appelée sangu ou chango, est une langue bantoue du groupe de langues sira, parlée au Gabon par la communauté ethnolinguistique masangu.
Elle est codée B.42 dans la classification de Guthrie,.